# Cavan–Monaghan (circonscription du Dáil)
Pour les articles homonymes, voir Cavan.
Cavan-Monaghan est une circonscription électorale irlandaise. Elle permet d'élire des membres du Dáil Éireann, la chambre basse de l'Oireachtas, le parlement d'Irlande. L'élection se fait suivant un scrutin proportionnel plurinominal avec scrutin à vote unique transférable.

## Histoire et frontières
De sa création en 1977 à 2016, la circonscription s'étend sur l'ensemble des comtés de Cavan et Monaghan, englobant les villes de Cavan, Monaghan, Clones, Cootehill, Belturbet, Bailieborough, Castleblayney et Carrickmacross  et permet d'élire 5 députés.
Elle est créée en vertu de la loi électorale de 1974 (modification), dans le cadre de la redistribution des circonscriptions, également connue sous le nom de Tullymander. La circonscription de Cavan-Monaghan est utilisée pour les élections depuis les élections générales de 1977. Elle remplace les deux circonscriptions distinctes de Cavan et Monaghan qui couvraient auparavant la région.
Pour les élections générales de 2016, 36 divisions électorales de l'ouest du comté de Cavan sont transférées dans la circonscription de Sligo-Leitrim et Cavan-Monaghan devient une circonscription à 4 sièges.
La modification de 2013 de la loi électorale (Electoral (Amendment) (Dáil Constituencies) Act 2013 ) définit la circonscription comme suit : « Le comté de Monaghan et le comté de Cavan, à l’exception de sa partie comprise dans la circonscription de Sligo-Leitrim. »

### Depuis 2020
En 2017, la commission de circonscription modifie cette disposition en raison des limites de population. Elle déclare qu'aux prochaines élections législatives irlandaises, l'ouest du comté de Cavan sera réuni au reste de la circonscription de Cavan-Monaghan et qu'il obtiendra un siège supplémentaire pour devenir une circonscription à 5 sièges.
La modification de 2017 de la loi électorale(Electoral (Amendment) (Dáil Constituencies) Act 2017) définit la circonscription comme suit : « Le comté de Cavan et le comté de Monaghan ; et, dans le comté de Meath, les circonscriptions de : Drumcondra, dans l'ancien district rural d'Ardee n ° 2 ; Ardagh, Carrickleck, Kilmainham, Moybolgue, Posseckstown et Trohanny dans l'ancien district rural de Kells ».

## Députés
Note : Les colonnes de ce tableau sont utilisées uniquement à des fins de présentation et aucune importance ne doit être attachée à l'ordre des colonnes. Pour plus de détails sur l'ordre dans lequel les sièges ont été remportés à chaque élection, voir les résultats détaillés de cette élection.

## Élections

### Élections générales de 2020
| Parti                                                                                               | Parti                           | Candidat          | %     | Comptage | Comptage | Comptage | Comptage | Comptage | Comptage | Comptage | Comptage | Comptage | Comptage | Comptage |
| Parti                                                                                               | Parti                           | Candidat          | %     | 1        | 2        | 3        | 4        | 5        | 6        | 7        | 8        | 9        | 10       | 11       |
| --------------------------------------------------------------------------------------------------- | ------------------------------- | ----------------- | ----- | -------- | -------- | -------- | -------- | -------- | -------- | -------- | -------- | -------- | -------- | -------- |
| | Sinn Féin                       | Matt Carthy       | 22,60 | 16 310   |          |          |          |          |          |          |          |          |          |          |
| | Fine Gael                       | Heather Humphreys | 17,74 | 12 808   |          |          |          |          |          |          |          |          |          |          |
| | Sinn Féin                       | Pauline Tully     | 14,08 | 10 166   | 13 457   |          |          |          |          |          |          |          |          |          |
| | Fianna Fáil                     | Brendan Smith     | 10,19 | 7 354    | 7 434    | 7 476    | 7 482    | 7 519    | 7 622    | 7 667    | 7 840    | 8 112    | 8 946    | 11 004   |
| | Fianna Fáil                     | Niamh Smyth       | 7,96  | 5 745    | 5 889    | 5 985    | 5 996    | 6 053    | 6 152    | 6 225    | 6 322    | 6 806    | 8 176    | 10 951   |
| | Fine Gael                       | T,P, O'Reilly     | 7,10  | 5 124    | 5 154    | 5 175    | 5 179    | 5 390    | 5 469    | 5 499    | 6 592    | 7 197    | 8 050    | 8 646    |
| | Fianna Fáil                     | Robbie Gallagher  | 7,01  | 5 062    | 5 306    | 5 467    | 5 476    | 5 603    | 5 650    | 5 692    | 5 740    | 6 253    | 6 882    |          |
| | Aontú                           | Sarah O'Reilly    | 5,32  | 3 840    | 3 963    | 4 204    | 4 285    | 4 314    | 4 416    | 4 733    | 4 821    | 5 745    |          |          |
| | Parti vert                      | Tate Donnelly     | 3,46  | 2 501    | 2 710    | 3 025    | 3 061    | 3 104    | 3 453    | 4 075    | 4 187    |          |          |          |
| | Fine Gael                       | Sandra McIntyre   | 1,80  | 1 301    | 1 333    | 1 357    | 1 365    | 1 621    | 1 698    | 1 719    |          |          |          |          |
| | Solidarity–People Before Profit | Emmett Smith      | 1,15  | 830      | 910      | 1 261    | 1 279    | 1 284    | 1 458    |          |          |          |          |          |
| | Parti travailliste              | Liam van der Spek | 1,36  | 983      | 1 017    | 1 128    | 1 137    | 1 149    |          |          |          |          |          |          |
| | Indépendant                     | Joseph Duffy      | 0,22  | 159      | 171      | 235      |          |          |          |          |          |          |          |          |
| Électorat : 110 190 Valide : 72 183 Non valide : 695 Quota : 12 031 Participation : 72 878 (66,14%) |                                 |                   |       |          |          |          |          |          |          |          |          |          |          |          |

1. ↑  People Before Profit  Solidarity and RISE are contesting this election as Solidarity–People Before Profit  so candidates appear on the ballot under this name, Smith is a member of People Before Profit,

### Élections générales de 2016
| Parti | Parti                    | Candidat             | %    | Comptage | Comptage | Comptage | Comptage | Comptage | Comptage | Comptage | Comptage | Comptage | Comptage |
| Parti | Parti                    | Candidat             | %    | 1        | 2        | 3        | 4        | 5        | 6        | 7        | 8        | 9        | 10       |
| --- | ------------------------ | -------------------- | ---- | -------- | -------- | -------- | -------- | -------- | -------- | -------- | -------- | -------- | -------- |
| | Fine Gael                | Heather Humphreys    | 20,8 | 12 391   |          |          |          |          |          |          |          |          |          |
| | Sinn Féin                | Caoimhghín Ó Caoláin | 16,9 | 10 060   | 10 104   | 10 119   | 10 265   | 10 415   | 10 651   | 11 047   | 11 867   | 17 182   |          |
| | Fianna Fáil              | Brendan Smith        | 14,7 | 8 775    | 8 802    | 8 807    | 8 850    | 8 952    | 9 046    | 9 142    | 10 926   | 11 357   | 12 120   |
| | Fianna Fáil              | Niamh Smyth          | 10,5 | 6 268    | 6 296    | 6 297    | 6 342    | 6 455    | 6 584    | 6 742    | 8 216    | 8 762    | 9 644    |
| | Fine Gael                | Joe O'Reilly         | 11,0 | 6 566    | 6 846    | 6 848    | 6 887    | 6 977    | 7 255    | 7 715    | 8 063    | 8 321    | 8 790    |
| | Sinn Féin                | Kathryn Reilly       | 10,2 | 6 066    | 6 073    | 6 078    | 6 268    | 6 419    | 6 599    | 6 737    | 6 993    |          |          |
| | Fianna Fáil              | Mike Durkan          | 4,9  | 2 909    | 2 927    | 2 931    | 2 941    | 2 977    | 3 062    | 3 246    |          |          |          |
| | Sans étiquette           | Mary Smyth           | 2,6  | 1 589    | 1 600    | 1 609    | 1 709    | 1 911    | 2 062    | 2 340    |          |          |          |
| | Sans étiquette           | Seán Conlan          | 2,8  | 1 665    | 1 686    | 1 688    | 1 754    | 1 853    | 1 980    |          |          |          |          |
| | Parti vert               | Mícheál Callaghan    | 2,1  | 1 251    | 1 262    | 1 269    | 1 410    | 1 523    |          |          |          |          |          |
| | Sans étiquette           | John Wilson          | 1,7  | 1 023    | 1 029    | 1 036    | 1 171    |          |          |          |          |          |          |
| | Direct Democracy Ireland | Mick McDermott       | 0,8  | 475      | 476      | 479      |          |          |          |          |          |          |          |
| | Direct Democracy Ireland | Aoife O'Connell      | 0,5  | 279      | 282      | 292      |          |          |          |          |          |          |          |
| | Sans étiquette           | Emmett Smith         | 0,4  | 245      | 246      | 258      |          |          |          |          |          |          |          |
| | Sans étiquette           | Jimmy Mee            | 0,1  | 88       | 90       |          |          |          |          |          |          |          |          |
| Électorat : 90 618 Valide : 59 650 Non valide : 598 (1,0%) Quota : 11 931 Participation : 60 248 (66,5%) |                          |                      |      |          |          |          |          |          |          |          |          |          |          |

### Élections générales de 2011
| Parti | Parti              | Candidat             | %    | Comptage | Comptage | Comptage | Comptage | Comptage | Comptage | Comptage | Comptage | Comptage |
| Parti | Parti              | Candidat             | %    | 1        | 2        | 3        | 4        | 5        | 6        | 7        | 8        | 9        |
| --- | ------------------ | -------------------- | ---- | -------- | -------- | -------- | -------- | -------- | -------- | -------- | -------- | -------- |
| | Sinn Féin          | Caoimhghín Ó Caoláin | 16,7 | 11 913   |          |          |          |          |          |          |          |          |
| | Fianna Fáil        | Brendan Smith        | 13,6 | 9 702    | 9 734    | 9 817    | 10 092   | 10 249   | 10 770   | 11 237   | 14 667   |          |
| | Fine Gael          | Joe O'Reilly         | 11,7 | 8 333    | 8 361    | 8 412    | 8 599    | 8 679    | 10 492   | 11 201   | 11 305   | 11 434   |
| | Fine Gael          | Seán Conlan          | 11,0 | 7 864    | 7 924    | 8 225    | 8 319    | 8 728    | 9 162    | 9 895    | 10 623   | 11 178   |
| | Fine Gael          | Heather Humphreys    | 11,4 | 8 144    | 8 201    | 8 374    | 8 521    | 8 886    | 9 565    | 10 177   | 10 525   | 10 861   |
| | Sinn Féin          | Kathryn Reilly       | 9,2  | 6 539    | 6 624    | 6 858    | 7 289    | 7 886    | 8 324    | 9 627    | 9 884    | 10 340   |
| | Fianna Fáil        | Margaret Conlon      | 6,5  | 4 658    | 4 703    | 4 817    | 4 879    | 5 052    | 5 070    | 5 279    |          |          |
| | Parti travailliste | Liam Hogan           | 5,6  | 4 011    | 4 144    | 4 273    | 4 527    | 4 793    | 4 998    |          |          |          |
| | Fine Gael          | Peter McVitty        | 5,4  | 3 858    | 3 881    | 3 912    | 4 207    | 4 246    |          |          |          |          |
| | Sans étiquette     | Seamus Treanor       | 2,8  | 1 974    | 2 007    | 2 379    | 2 658    |          |          |          |          |          |
| | Sans étiquette     | Caroline Forde       | 2,7  | 1 912    | 1 993    | 2 167    |          |          |          |          |          |          |
| | New Vision         | John McGuirk         | 2,4  | 1 708    | 1 760    |          |          |          |          |          |          |          |
| | Parti vert         | Darcy Lonergan       | 0,7  | 530      |          |          |          |          |          |          |          |          |
| | Sans étiquette     | Joseph Duffy         | 0,2  | 129      |          |          |          |          |          |          |          |          |
| Électorat : 99 178 Valide : 71 275 Non valide : 867 (1,2%) Quota : 11 880 Participation : 72 142 (72,7%) |                    |                      |      |          |          |          |          |          |          |          |          |          |

### Élections générales de 2007
Rory O'Hanlon est le Ceann Comhairle lors de la dissolution du 29 Dáil et est donc automatiquement réélu. La circonscription est considérée comme une circonscription à quatre sièges aux fins du calcul du quota.
| Parti | Parti              | Candidat             | %    | Comptage              | Comptage | Comptage | Comptage |
| Parti | Parti              | Candidat             | %    | 1                     | 2        | 3        | 4        |
| --- | ------------------ | -------------------- | ---- | --------------------- | -------- | -------- | -------- |
| | Ceann Comhairle    | Rory O'Hanlon        | N/A  | automatiquement réélu |          |          |          |
| | Fianna Fáil        | Brendan Smith        | 23,6 | 15 548                |          |          |          |
| | Sinn Féin          | Caoimhghín Ó Caoláin | 20,0 | 13 162                |          |          |          |
| | Fine Gael          | Seymour Crawford     | 16,7 | 10 978                | 11 057   | 11 199   | 13 758   |
| | Fianna Fáil        | Margaret Conlon      | 14,1 | 9 303                 | 11 062   | 11 145   | 13 203   |
| | Fine Gael          | Joe O'Reilly         | 14,5 | 9 550                 | 9 895    | 10 214   | 11 238   |
| | Sans étiquette     | Paudge Connolly      | 6,0  | 3 955                 | 4 034    | 4 157    |          |
| | Parti vert         | Vincent Martin       | 3,6  | 2 382                 | 2 445    | 2 687    |          |
| | Parti travailliste | Des Cullen           | 1,2  | 796                   | 849      |          |          |
| | Sans étiquette     | T, J, Fay            | 0,2  | 113                   | 125      |          |          |
| Électorat : 92 248 Valide : 65 787 Non valide : 760 (1,2%) Quota : 13 158 Participation : 66 547 (72,2%) |                    |                      |      |                       |          |          |          |

### Élections générales de 2002
| Parti | Parti                    | Candidat             | %    | Comptage | Comptage | Comptage | Comptage | Comptage | Comptage | Comptage | Comptage | Comptage | Comptage | Comptage | Comptage |
| Parti | Parti                    | Candidat             | %    | 1        | 2        | 3        | 4        | 5        | 6        | 7        | 8        | 9        | 10       | 11       | 12       |
| --- | ------------------------ | -------------------- | ---- | -------- | -------- | -------- | -------- | -------- | -------- | -------- | -------- | -------- | -------- | -------- | -------- |
| | Sinn Féin                | Caoimhghín Ó Caoláin | 17,5 | 10 832   |          |          |          |          |          |          |          |          |          |          |          |
| | Fianna Fáil              | Brendan Smith        | 17,3 | 10 679   |          |          |          |          |          |          |          |          |          |          |          |
| | Fianna Fáil              | Rory O'Hanlon        | 11,6 | 7 204    | 7 295    | 7 479    | 7 541    | 7 648    | 7 807    | 7 943    | 8 662    | 11 032   |          |          |          |
| | Sans étiquette           | Paudge Connolly      | 12,5 | 7 722    | 7 867    | 7 871    | 7 946    | 8 375    | 8 614    | 8 973    | 9 678    | 10 870   |          |          |          |
| | Fine Gael                | Seymour Crawford     | 9,9  | 6 113    | 6 136    | 6 139    | 6 178    | 6 286    | 6 397    | 6 509    | 6 803    | 7 078    | 7 392    | 7 702    | 9 165    |
| | Fine Gael                | Andrew Boylan        | 7,8  | 4 819    | 4 855    | 4 889    | 5 061    | 5 084    | 5 211    | 5 374    | 5 516    | 5 633    | 5 844    | 5 905    | 9 044    |
| | Fine Gael                | Paddy O'Reilly       | 7,5  | 4 639    | 4 667    | 4 698    | 4 817    | 4 836    | 4 955    | 5 108    | 5 320    | 5 429    | 5 628    | 5 710    |          |
| | Fianna Fáil              | Robbie Gallagher     | 6,0  | 3 731    | 3 789    | 3 874    | 3 921    | 4 004    | 4 197    | 4 319    | 4 535    |          |          |          |          |
| | Sans étiquette           | Vincent Martin       | 3,1  | 1 943    | 1 992    | 1 997    | 2 087    | 2 265    | 2 371    | 2 646    |          |          |          |          |          |
| | Parti vert               | Marcus McCabe        | 1,8  | 1 100    | 1 138    | 1 143    | 1 301    | 1 385    | 1 513    |          |          |          |          |          |          |
| | Démocrates progressistes | Gerry McCaughey      | 1,8  | 1 131    | 1 144    | 1 154    | 1 219    | 1 261    |          |          |          |          |          |          |          |
| | Sans étiquette           | Joe Brennan          | 1,7  | 1 026    | 1 046    | 1 047    | 1 114    |          |          |          |          |          |          |          |          |
| | Parti travailliste       | Francie Fitzsimons   | 0,9  | 550      | 566      | 572      |          |          |          |          |          |          |          |          |          |
| | Christian Solidarity     | Tony Smith           | 0,6  | 358      | 365      | 368      |          |          |          |          |          |          |          |          |          |
| Électorat : 87 595 Valide : 61 847 Non valide : 863 (1,4%) Quota : 10 308 Participation : 62 710 (71,6%) |                          |                      |      |          |          |          |          |          |          |          |          |          |          |          |          |

### Élections générales de 1997
| Parti | Parti                | Candidat             | Première préférence | %    | Siège | Comptage |
| --- | -------------------- | -------------------- | ------------------- | ---- | ----- | -------- |
| | Sinn Féin            | Caoimhghín Ó Caoláin | 11 531              | 19,4 | 1     | 1        |
| | Fianna Fáil          | Brendan Smith        | 8 998               | 15,1 | 2     | 6        |
| | Fine Gael            | Seymour Crawford     | 6 552               | 11,0 | 3     | 7        |
| | Fine Gael            | Andrew Boylan        | 4 894               | 8,2  | 4     | 7        |
| | Fianna Fáil          | Rory O'Hanlon        | 7 325               | 12,3 | 5     | 7        |
| | Fianna Fáil          | Ann Leonard          | 6 564               | 11,0 |       |          |
| | Fine Gael            | Bill Cotter          | 4 665               | 7,8  |       |          |
| | Fine Gael            | Paddy O'Reilly       | 4 532               | 7,6  |       |          |
| | Parti travailliste   | Ann Gallagher        | 2 359               | 4,0  |       |          |
| | Christian Solidarity | Gene Flood           | 1 024               | 1,7  |       |          |
| | Christian Solidarity | Larry McGinn         | 1 001               | 1,7  |       |          |
| | Sans étiquette       | Joseph Duffy         | 99                  | 0,2  |       |          |
| 'Électorat : 83 005 Valide : 59 544 Non valide : 601 (1,0%) Quota : 9 925 Participation : 60 145 (72,5%) |                      |                      |                     |      |       |          |

### Élections générales de 1992
| Parti | Parti                            | Candidat             | Première préférence | %    | Siège | Comptage |
| --- | -------------------------------- | -------------------- | ------------------- | ---- | ----- | -------- |
| | Fianna Fáil                      | Brendan Smith        | 7 063               | 12,9 | 1     | 5        |
| | Fianna Fáil                      | Rory O'Hanlon        | 7 125               | 13,0 | 2     | 8        |
| | Fine Gael                        | Andrew Boylan        | 4 763               | 8,7  | 3     | 8        |
| | Fine Gael                        | Seymour Crawford     | 5 192               | 9,5  | 4     | 8        |
| | Fianna Fáil                      | Jimmy Leonard        | 6 555               | 11,9 | 5     | 8        |
| | Parti travailliste               | Ann Gallagher        | 4 543               | 8,3  |       |          |
| | Fine Gael                        | Bill Cotter          | 5 291               | 9,7  |       |          |
| | Fine Gael                        | Joe O'Reilly         | 3 942               | 7,2  |       |          |
| | Sinn Féin                        | Caoimhghín Ó Caoláin | 4 197               | 7,7  |       |          |
| | Fianna Fáil                      | Michael Smith        | 3 551               | 6,5  |       |          |
| | Sans étiquette                   | Winston Turner       | 1 825               | 3,3  |       |          |
| | Sans étiquette                   | Mary Smith           | 686                 | 1,3  |       |          |
| | Parti des travailleurs d'Irlande | Jimmy Finnegan       | 157                 | 0,3  |       |          |
| 'Électorat : 79 011 Valide : 54 890 Non valide : 993 (1,8%) Quota : 9 149 Participation : 55 883 (70,7%) |                                  |                      |                     |      |       |          |

### Élections générales de 1989
| Parti | Parti          | Candidat             | Première préférence | %    | Siège | Comptage |
| --- | -------------- | -------------------- | ------------------- | ---- | ----- | -------- |
| | Fianna Fáil    | John Wilson          | 9 708               | 18.3 | 1     | 1        |
| | Fianna Fáil    | Rory O'Hanlon        | 8 663               | 16.3 | 2     | 2        |
| | Fianna Fáil    | Jimmy Leonard        | 8 500               | 16.0 | 3     | 3        |
| | Fine Gael      | Andrew Boylan        | 7 180               | 13.5 | 4     | 7        |
| | Fine Gael      | Bill Cotter          | 6 765               | 12.7 | 5     | 7        |
| | Fine Gael      | Joe O'Reilly         | 5 560               | 10.5 |       |          |
| | Sinn Féin      | Caoimhghín Ó Caoláin | 4 849               | 9.1  |       |          |
| | Sans étiquette | Margaret Kiernan     | 1 069               | 2.0  |       |          |
| | Sans étiquette | Damien Matthews      | 705                 | 1.3  |       |          |
| | Sans étiquette | Joseph Duffy         | 155                 | 0.3  |       |          |
| 'Électorat : 75 712 Valide : 53 154 Non valide : 1 041 (1.9%) Quota : 8 860 Participation : 54 195 (71.6%) |                |                      |                     |      |       |          |

### Élections générales de 1987
| Parti                                                        | Parti                            | Candidat              | Première préférence    | %    | Siège | Comptage |
| ------------------------------------------------------------ | -------------------------------- | --------------------- | ---------------------- | ---- | ----- | -------- |
|                                                              | Ceann Comhairle                  | Thomas J, Fitzpatrick | Automatically returned | N/A  | 1     |          |
|                                                              | Fianna Fáil                      | Rory O'Hanlon         | 11 265                 | 19,5 | 2     |          |
|                                                              | Fianna Fáil                      | John Wilson           | 11 163                 | 19,3 | 3     |          |
|                                                              | Fianna Fáil                      | Jimmy Leonard         | 9 319                  | 16,1 | 4     |          |
|                                                              | Fine Gael                        | Andrew Boylan         | 10 132                 | 17,5 | 5     |          |
|                                                              | Fine Gael                        | John Conlan           | 8 795                  | 15,2 |       |          |
|                                                              | Sinn Féin                        | Caoimhghín Ó Caoláin  | 4 219                  | 7,3  |       |          |
|                                                              | Sans étiquette                   | Patrick McKiernan     | 1 868                  | 3,2  |       |          |
|                                                              | Parti des travailleurs d'Irlande | Oliver Rogers         | 577                    | 1,0  |       |          |
|                                                              | Sans étiquette                   | Pádraig Duffy         | 474                    | 0,8  |       |          |
| 'Électorat : ? Valide : 57 812 Quota : 11 56 Participation : |                                  |                       |                        |      |       |          |

### Élections générales de novembre 1982
| Parti                                                        | Parti          | Candidat                | Première préférence | %    | Siège | Comptage |
| ------------------------------------------------------------ | -------------- | ----------------------- | ------------------- | ---- | ----- | -------- |
|                                                              | Fianna Fáil    | John Wilson             | 10 779              | 18,8 | 1     |          |
|                                                              | Fine Gael      | Thomas J, Fitzpatrick   | 9 185               | 16,0 | 2     |          |
|                                                              | Fine Gael      | John Conlan             | 7 560               | 13,2 | 3     |          |
|                                                              | Fianna Fáil    | Rory O'Hanlon           | 8 372               | 14,6 | 4     |          |
|                                                              | Fianna Fáil    | Jimmy Leonard           | 8 611               | 15,0 | 5     |          |
|                                                              | Fine Gael      | Aileen Cahill           | 5 106               | 8,9  |       |          |
|                                                              | Fine Gael      | Hugh McElvaney          | 3 852               | 6,7  |       |          |
|                                                              | Fianna Fáil    | Michael Smith           | 3 639               | 6,4  |       |          |
|                                                              | Sans étiquette | Seán Ó Neill MacGabhann | 143                 | 0,3  |       |          |
| 'Électorat : ? Valide : 57 247 Quota : 9 542 Participation : |                |                         |                     |      |       |          |

### Élections générales de février 1982
| Parti                                                                                                   | Parti                          | Candidat              | %    | Comptage | Comptage | Comptage | Comptage | Comptage | Comptage |
| Parti                                                                                                   | Parti                          | Candidat              | %    | 1        | 2        | 3        | 4        | 5        | 6        |
| --- | ------------------------------ | --------------------- | ---- | -------- | -------- | -------- | -------- | -------- | -------- |
| | Fianna Fáil                    | John Wilson           | 16,8 | 9 776    |          |          |          |          |          |
| | Fianna Fáil                    | Jimmy Leonard         | 14,8 | 8 585    | 8 614    | 8 427    | 8 857    | 9 890    |          |
| | Fianna Fáil                    | Rory O'Hanlon         | 11,4 | 6 651    | 6 692    | 6 798    | 6 857    | 8 697    | 10 159   |
| | Fine Gael                      | Thomas J, Fitzpatrick | 14,3 | 8 317    | 8 386    | 8 427    | 8 956    | 9 236    | 9 753    |
| | Fine Gael                      | John Conlan           | 12,9 | 7 486    | 7 512    | 7 603    | 8 545    | 8 613    | 9 051    |
| | Fine Gael                      | Robert Fausset        | 11,7 | 6 808    | 6 833    | 6 867    | 7 191    | 7 268    | 7 378    |
| | Sinn Féin                      | Séamus McElwaine      | 6,8  | 3 974    | 4 079    | 4 183    | 4 243    | 4 365    |          |
| | Fianna Fáil                    | Michael Smith         | 5,9  | 3 399    | 3 481    | 3 526    | 3 584    |          |          |
| | Fine Gael                      | Thomas O'Reilly       | 3,7  | 2 152    | 2 167    | 2 191    |          |          |          |
| | Sinn Féin - The Workers' Party | Francis O'Donoghue    | 0,9  | 529      | 567      |          |          |          |          |
| | Sans étiquette                 | James Kelly           | 0,8  | 455      |          |          |          |          |          |
| Électorat : 73 601 Valide : 58 132 Non valide : 491 (0,8%) Quota : 9 689 Participation : 58 623 (79,6%) |                                |                       |      |          |          |          |          |          |          |

### Élections générales de 1981
| Parti | Parti        | Candidat              | %    | Comptage | Comptage | Comptage | Comptage | Comptage | Comptage | Comptage |
| Parti | Parti        | Candidat              | %    | 1        | 2        | 3        | 4        | 5        | 6        | 7        |
| --- | ------------ | --------------------- | ---- | -------- | -------- | -------- | -------- | -------- | -------- | -------- |
| | Fianna Fáil  | John Wilson           | 15,6 | 9 424    | 9 467    | 9 543    | 12 122   |          |          |          |
| | Fine Gael    | Thomas J, Fitzpatrick | 12,0 | 7 257    | 7 946    | 8 660    | 8 807    | 8 908    | 13 109   |          |
| | Fine Gael    | John Conlan           | 10,6 | 6 431    | 6 775    | 7 777    | 7 802    | 7 815    | 10 355   |          |
| | Anti H-Block | Kieran Doherty        | 15,1 | 9 121    | 9 197    | 9 342    | 9 469    | 9 580    | 9 709    | 10 063   |
| | Fianna Fáil  | Rory O'Hanlon         | 11,0 | 6 662    | 6 694    | 6 861    | 7 252    | 8 548    | 8 738    | 9 016    |
| | Fianna Fáil  | Jimmy Leonard         | 11,6 | 6 984    | 7 039    | 7 082    | 7 240    | 7 752    | 7 997    | 8 304    |
| | Fine Gael    | Robert Fausset        | 11,2 | 6 785    | 6 994    | 7 572    | 7 637    | 7 657    |          |          |
| | Fianna Fáil  | Michael Smith         | 5,7  | 3 431    | 3 483    | 3 535    |          |          |          |          |
| | Fine Gael    | Aidan Murray          | 4,3  | 2 565    | 2 803    |          |          |          |          |          |
| | Fine Gael    | Mona Hoban            | 2,9  | 1 741    |          |          |          |          |          |          |
| Électorat : 70 995 Valide : 60 411 Non valide : 584 (0,9%) Quota : 10 069 Participation : 60 995 (85,9%) |              |                       |      |          |          |          |          |          |          |          |

### Élections générales de 1977
| Parti                                                                  | Parti                          | Candidat              | %    | Comptage | Comptage | Comptage | Comptage | Comptage | Comptage | Comptage | Comptage |
| Parti                                                                  | Parti                          | Candidat              | %    | 1        | 2        | 3        | 4        | 5        | 6        | 7        | 8        |
| ---------------------------------------------------------------------- | ------------------------------ | --------------------- | ---- | -------- | -------- | -------- | -------- | -------- | -------- | -------- | -------- |
|                                                                        | Fianna Fáil                    | John Wilson           | 16,3 | 9 168    | 9 214    | 9 585    |          |          |          |          |          |
|                                                                        | Fine Gael                      | Thomas J, Fitzpatrick | 16,2 | 9 060    | 9 104    | 9 396    |          |          |          |          |          |
|                                                                        | Fianna Fáil                    | Jimmy Leonard         | 15,5 | 8 695    | 8 806    | 9 140    | 9 167    | 9 189    | 10 922   |          |          |
|                                                                        | Fianna Fáil                    | Rory O'Hanlon         | 10,8 | 6 045    | 6 187    | 6 476    | 6 531    | 7 752    | 9 305    | 10 623   |          |
|                                                                        | Fine Gael                      | John Conlan           | 11,3 | 6 347    | 6 408    | 6 476    | 6 482    | 7 752    | 7 901    | 7 943    | 8 030    |
|                                                                        | Fine Gael                      | Brendan Toal          | 10,4 | 5 809    | 5 861    | 5 932    | 5 935    | 7 542    | 7 729    | 7 753    | 7 811    |
|                                                                        | Fianna Fáil                    | Michael Smith         | 8,8  | 4 912    | 4 936    | 5 220    | 5 366    | 5 569    |          |          |          |
|                                                                        | Fine Gael                      | John McKenna          | 5,6  | 3 166    | 3 183    | 3 332    | 3 348    |          |          |          |          |
|                                                                        | Sans étiquette                 | James Kelly           | 3,6  | 2 016    | 2 246    |          |          |          |          |          |          |
|                                                                        | Sinn Féin - The Workers' Party | Owen Kirk             | 1,3  | 713      |          |          |          |          |          |          |          |
|                                                                        | Sans étiquette                 | Patrick Harwood       | 0,2  | 94       |          |          |          |          |          |          |          |
| Électorat : 69 941 Valide : 56 025 Quota : 9 338 Participation : 80,1% |                                |                       |      |          |          |          |          |          |          |          |          |